# Leon Stein
Leon Stein (* 18. September 1910 in Chicago, Illinois; † 9. Mai 2002 in Laguna Woods, Kalifornien) war ein US-amerikanischer jüdischer Komponist, Dirigent und Musikwissenschaftler.

## Leben und Werk
Der Sohn des ukrainischen Auswanderers Harry Uhnstahl, der in den USA den Namen Silverstein und schließlich Stein annahm, war am Crane Junior College Schüler des Organisten Robert Gomer Jones, bevor er an der DePaul University und privat bei Leo Sowerby (Komposition), Eric DeLamarter (Orchestration), Frederick Stock (Dirigieren) und Hans Lange (Dirigieren) studierte.
Er erlangte an der De Paul School of Music 1935 den Master- und 1949 den Doktorgrad. Schon seit Beginn seines Studiums 1931 unterrichtete er hier auch – mit einer zweijährigen Unterbrechung durch den Kriegsdienst im Zweiten Weltkrieg – bis zu seiner Emeritierung 1978. Er wurde Professor für Komposition und Musiktheorie und war von 1966 bis 1976 Dekan der Musikfakultät.
Weiterhin wirkte Stein als musikalischer Direktor der Niles Township Jewish Congregation in Skokie (1956–66) und war Dirigent der Community Symphony of Chicago (1945–65), der City Symphony of Chicago (1964–84) sowie des DePaul University Orchestra (1965–77).
Er komponierte mehr als 100 Werke, darunter zwei Opern, vier Sinfonien, fünf Streichquartette und weitere kammermusikalische und Solowerke.